# Energía azul

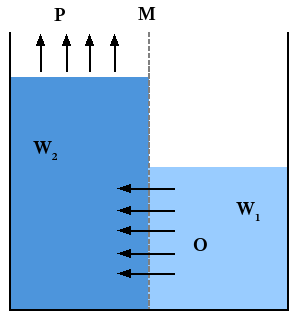
W_{1}: agua de río; W_{2}: agua de mar; M: membrana; O: proceso osmótico; P: presión obtenida.

La energía azul o potencia osmótica es la energía obtenida por la diferencia en la concentración de la sal entre el agua de mar y el agua de río. El residuo en este proceso es únicamente agua salobre. Esta fuente de energía renovable presenta un gran potencial en regiones con ríos caudalosos: en los Países Bajos, por ejemplo, más de 3300 m³ de agua dulce por segundo desembocan en el mar como promedio. El potencial energético es por lo tanto de 3300 MW, suponiendo 1 MW/m³ de agua fresca por segundo.
Dos tecnologías complementarias, en la utilización de membranas están actualmente en desarrollo: la ósmosis por presión retardada (OPR) y la electrodiálisis inversa (RED: Reversed electrodialysis).
La ósmosis por presión retardada utiliza tecnologías basadas en poner en contacto los dos fluidos(agua de río y agua de mar) a través de una membrana específica que permite pasar el agua, pero no las sales. Esto genera una diferencia de presión que puede aprovecharse en una turbina. Una planta prototipo funciona desde el año 2009 en Tofte (Noruega), desarrollada por Statkraft, demostrando el potencial de esta fuente de energía renovable, que tiene la ventaja de basarse en tecnologías similares a las de ósmosis inversa, difiriendo fundamentalmente en el tipo de membrana a utilizar.
La electrodiálisis inversa se ha probado extensamente en condiciones de laboratorio. Una membrana nueva, barata, basada en polímeros eléctricamente modificados del polietileno, le ha dado una nueva oportunidad para su uso comercial. El principal impulsor de esta tecnología es la empresa REDStack, con membranas de FUJIFilm. Un módulo con una capacidad de 250 kilovatios tiene el tamaño de un contenedor. En 2005 una planta de 50 kilovatios se construyó en un sitio de prueba costero en Harlingen (Países Bajos), operando con éxito.

## Origen e historia

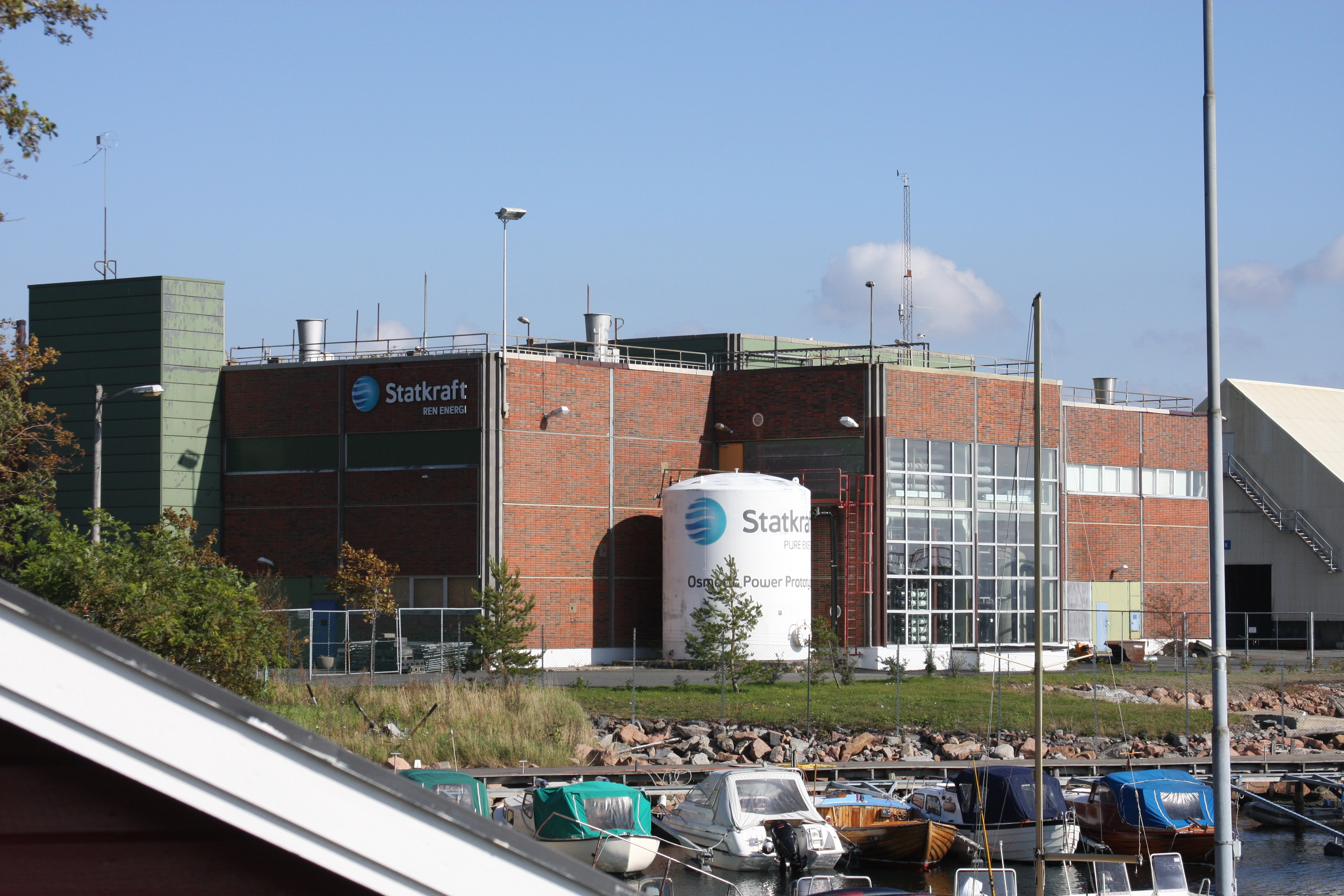
"Hurum osmosis power" se refiere a un proyecto o instalación en Hurum que genera energía utilizando el proceso de ósmosis.

En 1954, Pattle sugirió que existía una fuente de energía aún no descubierta en la interfaz en que se mezcla el agua de río con la del mar, en términos de pérdida de presión osmótica. No fue hasta mediados de los 70 en donde Loeb desarrolla un método para explotar este tipo de energía mediante membranas selectoras permeables.
El método que genera potencia con el método de ósmosis por presión retardada fue inventado por el profesor Sidney Loeb en 1973 en la universidad Ben-Gurion de Negev, Beersheba,  Israel. La idea vino al profesor Loeb, en parte, mientras observaba el río Jordán fluyendo dentro del mar muerto. El quería extraer la energía de mezclar ambos tipos de soluciones acuosas (siendo el río Jordán una y el mar muerto la otra) que sería un completo desperdicio en su proceso de mezclado natural. En 1977 profesor Loeb inventó el método de producir potencia a través del método de motor térmico de electrodiálisis inversa.
Las tecnologías han sido confirmadas en condiciones de laboratorio. Han sido desarrolladas en el área comercial en Países Bajos (RED) y Noruega (OPR). El costo de las membranas ha sido el principal obstáculo. Una nueva, membrana de bajo costo, basada en plástico de polietileno eléctricamente modificado, hace más fácil la integración este tipo de plantas a su uso comercial. Otros métodos han sido propuestos y se encuentran actualmente en desarrollo. Entre ellos, un método basado en tecnología de capacitadores eléctricos de doble capa y un método basado en la diferencia de presión de vapor.
Sweetch Energy, una compañía de Francia, junto con el mayor productor de energías verdes francés Compagnie Nationale du Rhône, se encuentran desarrollando en el delta del Ródano la primera planta osmótica a gran escala. El sistema patentado de Sweetch Energy combina los avances recientes en ciencias nanofluídicas con materiales ecológicos de bajo costo para crear membranas de próxima generación, junto con electrodos específicamente diseñados y diseños de celdas innovadores. Cuando esté plenamente operativa, en 2030, la central de la desembocadura del Ródano debería generar 4 TWh de electricidad al año, es decir, aproximadamente ¼ de la demanda energética anual de dos ciudades como Zaragoza y Sevilla.

## Conceptos básicos del gradiente de salinidad

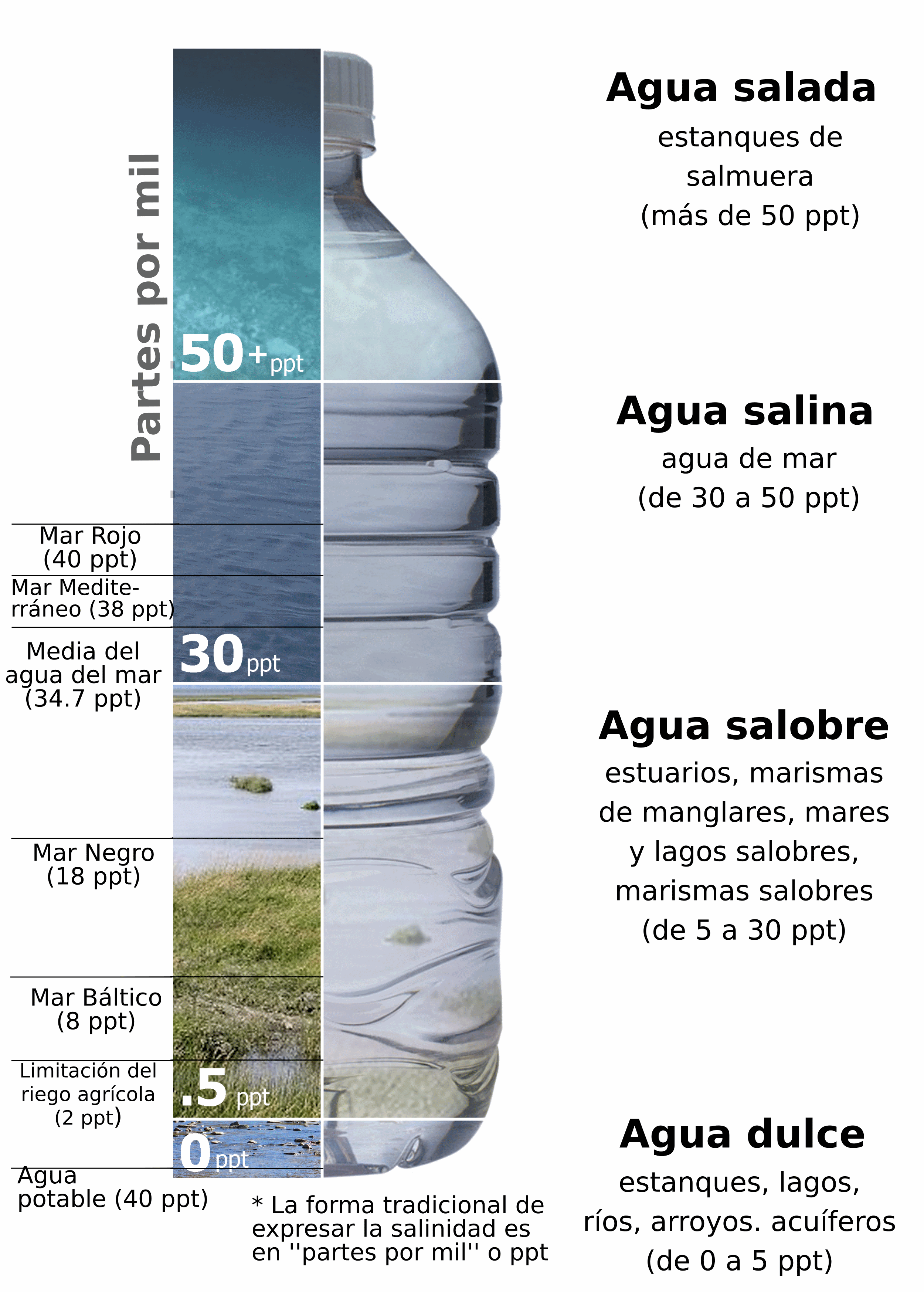
Clasificación del tipo de agua según contenido de sal disuelta (en partes por mil)

La energía de gradiente de salinidad es una alternativa que crea energía renovable y sostenible mediante el uso de procesos naturales. Esta práctica no contamina ni libera emisiones de dióxido de carbono (CO2).
La energía del gradiente de salinidad se fundamenta en el uso de la diferencia de presión osmótica entre agua dulce y agua de mar. La presión osmótica es el potencial químico de soluciones concentradas y diluidas de sal. Al observar las relaciones entre la presión osmótica alta y baja, las soluciones con mayores concentraciones de sal tienen una presión más alta.
Existen diferentes generaciones de poder de gradiente de salinidad, pero una de las más comúnmente discutidas es la ósmosis retardada con presión (OPR). En este método el agua de mar se bombea a una cámara de presión donde la presión es menor que la diferencia entre la presión de agua dulce y salada. El agua dulce se mueve en una membrana semipermeable y aumenta su volumen en la cámara. A medida que se compensa la presión en la cámara, una turbina gira para generar electricidad.
Por ejemplo, si se tienen dos soluciones, siendo A agua salada y B agua dulce y estas se encuentran separadas por una membrana, entonces solo las moléculas de agua pueden pasar la membrana semipermeable. Como resultado de la diferencia de presión osmótica entre ambas soluciones, el agua de la solución B se difundirá a través de la membrana para diluir la solución A. La presión impulsa las turbinas y alimenta el generador que produce la energía eléctrica.

## Métodos
Si bien la mecánica y los conceptos de la potencia del gradiente de salinidad aún se están estudiando, este tipo de energía se ha implementado en varios lugares diferentes. La mayoría de estos son experimentales, pero hasta ahora han sido predominantemente exitosos. Las diversas compañías que han utilizado este poder también lo han hecho de muchas maneras diferentes, ya que hay varios conceptos y procesos que aprovechan el poder del gradiente de salinidad.

### Ósmosis retardada

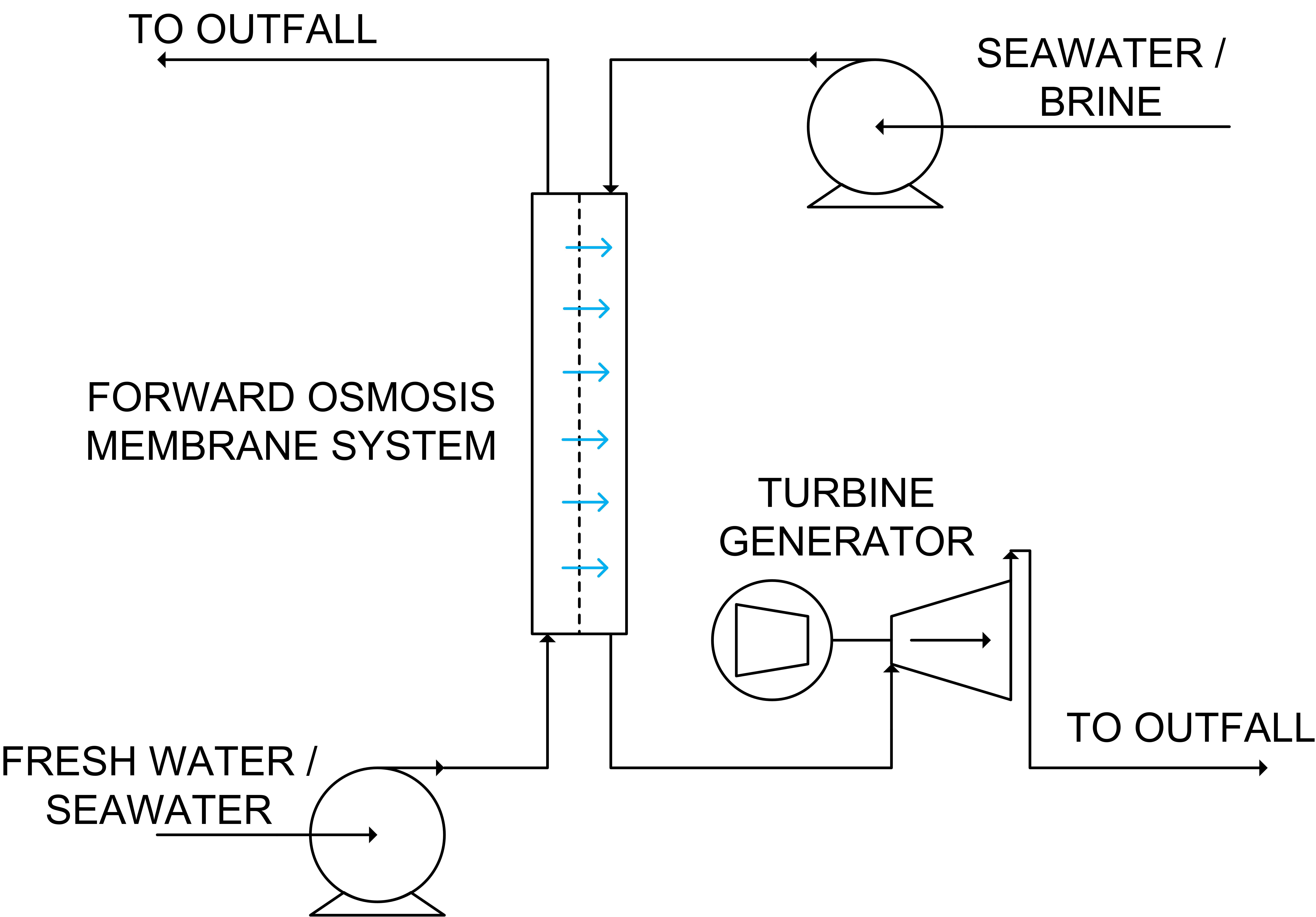
Esquema simplificado del diagrama de generación vía ósmosis retardada

Un método para utilizar la energía del gradiente de salinidad es la ósmosis retardada por presión. En este método, el agua de mar se bombea a una cámara de presión que está a una presión inferior a la diferencia entre las presiones de agua salina y agua dulce. El agua dulce también se bombea a la cámara de presión a través de una membrana, que aumenta tanto el volumen como la presión de la cámara. A medida que se compensan las diferencias de presión, se gira una turbina que proporciona energía cinética.
Este método está siendo estudiado específicamente por la empresa noruega Statkraft, que calculó que hasta 2,85 gigavatios estarían disponibles a partir de este proceso en Noruega. Statkraft ha construido el primer prototipo de planta de energía OPR en el fiordo de Oslo que fue inaugurado por la Princesa Mette-Marit de Noruega el 24 de noviembre de 2009. Su objetivo es producir suficiente electricidad para alumbrar y calentar una pequeña ciudad en cinco años. Al principio, producirá una pequeña cantidad de 4 kilovatios, suficiente para calentar un hervidor de agua grande, pero para 2015 el objetivo era de 25 megavatios, lo mismo que un pequeño parque eólico. En enero de 2014, sin embargo, Statkraft anunció que no continuaría este piloto.

### Electrodiálisis inversa
Un segundo método que se está desarrollando y estudiando es la electrodiálisis inversa o la diálisis inversa, que es esencialmente la creación de una batería de sal. Este método es un arreglo de membranas de intercambio de aniones y cationes alternantes puede usarse para generar energía eléctrica a partir de la energía libre del agua de río y de mar
La tecnología relacionada con este tipo de método todavía está en sus etapas iniciales, a pesar de que el principio fue descubierto en la década de 1950.

### Método Capacitivo
Un tercer método es el método capacitivo de Doriano Brogioli, que es relativamente nuevo y hasta ahora solo se ha probado en escala de laboratorio. Con este método, se puede extraer energía de la mezcla de agua salina y agua dulce cargando cíclicamente los electrodos en contacto con el agua salina, seguido de una descarga en agua dulce. Dado que la cantidad de energía eléctrica que se necesita durante el paso de carga es menor que la que se obtiene durante el paso de descarga, cada ciclo completado produce energía de manera efectiva. 
Una explicación intuitiva de este efecto es que la gran cantidad de iones en el agua salina neutraliza eficientemente la carga en cada electrodo formando una fina capa de carga opuesta muy cerca de la superficie del electrodo, conocida como doble capa eléctrica. Por lo tanto, el voltaje sobre los electrodos permanece bajo durante el paso de carga y la carga es relativamente fácil. Entre el paso de carga y descarga, los electrodos se ponen en contacto con agua dulce. Después de esto, hay menos iones disponibles para neutralizar la carga en cada electrodo de manera que la tensión sobre los electrodos aumenta. La etapa de descarga que sigue es por lo tanto capaz de entregar una cantidad relativamente alta de energía.
Físicamente, se tiene que en un condensador con carga eléctrica, hay una fuerza eléctrica mutuamente atractiva entre la carga eléctrica en el electrodo y la carga iónica en el líquido. Para alejar los iones del electrodo cargado, la presión osmótica debe funcionar. Este trabajo hecho aumenta la energía potencial eléctrica en el condensador. 
Electrónicamente, la capacitancia es una función de la densidad de iones. Al introducir un gradiente de salinidad y permitir que algunos de los iones se difundan fuera del condensador, esto reduce la capacitancia, por lo que el voltaje debe aumentar, ya que el voltaje es igual a la relación de carga a capacitancia.

### Nanotubos de nitruro de boro
Un equipo de investigación construyó un sistema experimental que usa nitruro de boro que produce mucha más potencia que el prototipo de Statkraft. Se utilizó una membrana impermeable y eléctricamente aislante que fue perforada por un solo nanotubo de nitruro de boro con un diámetro externo de unas pocas docenas de nanómetros. Con esta membrana que separa un depósito de agua salada y un depósito de agua dulce, el equipo midió la corriente eléctrica que pasa a través de la membrana utilizando dos electrodos sumergidos en el fluido a cada lado del nanotubo.
Los resultados mostraron que el dispositivo fue capaz de generar una corriente eléctrica del orden de un nanoamperio. Los investigadores afirman que esto es 1000 veces el rendimiento de otras técnicas conocidas para cosechar energía osmótica y hace que los nanotubos de nitruro de boro sean una solución extremadamente eficiente para cosechar la energía de los gradientes de salinidad para obtener energía eléctrica utilizable.
El equipo afirmó que una membrana de 1 metro cuadrado podría generar alrededor de 4 kW y ser capaz de generar hasta 30 MW h por año.

## Efectos negativos
Los ambientes marinos y fluviales tienen diferencias obvias en la calidad del agua, por ejemplo, la salinidad. Cada especie, animal o vegetal, está adaptada para sobrevivir en ambientes ya sean marinos, salobres o de agua dulce. Hay especies que pueden tolerar ambientes mixtos, pero estas especies generalmente prosperan mejor en un ambiente acuático específico. 
El principal producto de desecho de la tecnología de gradiente de salinidad es el agua salobre. La descarga de agua salobre a las aguas circundantes, si se realiza en grandes cantidades y sin regularidad, provocará fluctuaciones de salinidad. Si bien es habitual que exista alguna variación en la salinidad, especialmente cuando el agua dulce desemboca en un océano o mar, estas variaciones se vuelven menos importantes para ambos cuerpos de agua con la adición de aguas residuales salobres.
Los cambios extremos de salinidad en un medio acuático pueden dar como resultado hallazgos de baja densidad de animales y plantas debido a la intolerancia a extremas bajas o alzas repentinas de salinidad. De acuerdo con las opiniones ecologistas prevalecientes, los operadores de futuros grandes establecimientos de energía azul deberían considerar la posibilidad de estos efectos negativos.
El impacto del agua salobre en los ecosistemas se puede minimizar bombeándola hacia el mar y liberándola en la capa intermedia, lejos de los ecosistemas de la superficie y el fondo.
El impacto de las estructuras de toma de agua son una preocupación debido a los grandes volúmenes de agua de mar y de río utilizados en los esquemas OPR y RED.